# Efferia completa
Efferia completa là một loài ruồi trong họ Asilidae. Efferia completa được Macquart miêu tả năm 1838.